# الرويسات (جنوب سيناء)
قرية الرويسات هي إحدى القرى التابعة لمركز شرم الشيخ في محافظة جنوب سيناء في جمهورية مصر العربية. حسب إحصاءات سنة 2018، بلغ إجمالي السكان في الرويسات 2,826 نسمة، منهم 1,581 رجل و 1,245 امرأة.